# معدل الحرارة (الكفاءة)
معدل الحرارة هو مصطلح يستخدم في محطات توليد الطاقة للإشارة إلى كفاءة توليد الطاقة. معدل الحرارة هو معكوس الكفاءة، فكلما إنخفض معدل الحرارة كلما كان ذلك أفضل.
{\displaystyle HeatRate={\frac {ThermalEnergyIn}{ElectricalEnergyOut}}}
بما أن الكفاءة وحدة لا تمييز لها ( في أغلب الأحيان تمرز بنسبة مئوية %)، يتم التعبير عن معدل الحرارة بجيجاجول/ جيجاوات ساعة. هذا بسبب أن الكيلو وات ساعة غالبا ما تشير إلى الطاقة الكهربائية، والجول يشير إلى الطاقة الحرارية.
يعرف معدل الحرارة بأنه كمية الوقود اللازمة لتوليد وحدة واحدة من الطاقة الكهربائية. يمكن ربط معدل الحرارة بالكفاءة، تكاليف الوقود، عامل تحميل المحطة، مستوى الانبعاث.
نظرا لأن معدل الحرارة والكفاءة كل منهما معكوس للآخر، من الممكن تحويل كلا منهما: 
- عند كفاءة 100% أي الدخل يساوي الخرج، عندما يكون الخرج 1 كيلووات ساعة، يجب أن يكون الدخل 1 كيلووات ساعة. تكون الطاقة الحرارية = 3.6 ميجا جول.
- عندما تكون الكفاءة 100% تكون الطاقة الحرارية 3.6 ميجاجول/ كيلووات ساعة.
- إذا كانت الكفاءة 36%، يكون معدل الحرارة

3.6/0.36MJ/KWh) = 10 MJ/kWh)